# エクストラ・ネナ
エクストラ・ネナ（セルビア語: Екстра Нена / Ekstra Nena あるいは Extra Nena）、本名：スネジャナ・ヤヴティッチ＝ベリッチ（セルビア語: Снежана Јавтић'-Берић / Snežana Jevtić-Berić, 1960年 - ）は、セルビアの歌手、女優である。ユーゴスラビア社会主義連邦共和国セルビア社会主義共和国（現・セルビア共和国）のベオグラードに生まれた。
ベリッチは、ベオグラードのヨシップ・スラヴェンスキ (Josip Slavenski) 音楽学校で学んだ。1992年、スウェーデンのマルメで行われたユーロビジョン・ソング・コンテストの1992年大会にユーゴスラビア代表として参加し、「Ljubim te pesmama」を歌った。大会では44得点を集め、23か国中13位となった。エクストラ・ネナは、ユーロビジョン大会にユーゴスラビア代表として参加した最後の歌手である。2004年には、同大会のセルビア・モンテネグロ代表を選出するエヴロペスマにも参加したが、13位に終わっている。
女優としても活動しており、テラジイェ劇場 (Terazije Theatre) で公開された『アリザニ』 (Arizani) や、サヴァ・ツェンタル (Sava Centar) で公開された『ザリュブリェナ・ジェナ』 (Zaljubljena žena) にも出演している。
芸能活動外では、「劇場音楽 - 作曲家ゾラン・フリスティッチ」（Зоран Христић）をテーマとする研究でベオグラード芸術アカデミーを卒業している。またメガトレンド大学 (Megatrend University) では、ベオグラード・フィルハーモニー (Belgrade Philharmonic Orchestra) を博士論文のテーマとして研究している。

## アルバム
- EXTRA NENA (ZKP RTLJ)
- NEK SE PEVA, IGRA（ユーゴディスク）
- ZA JEDNOG ČOVEKA (PGP-RTS)
- TI SI BOG ZA MENE (PGP-RTS)
- LJUBIM TE PESMAMA (PGP-RTS)
- EXTRA NENA - DARKO KLJAJIĆ - easy listening music 95/96 (PGP-RTS)
- A SVE JE DRUKČIJE MOGLO '98 (PGP-RTS)
- SNEŽANA BERIĆ - EXTRA NENA - IMA DANA romansa (PGP-RTS)
- BELLAPHON - EXTRA NENA - WE SANT HAVE OUR LOVE ANYMORE (TRB/Classic-YU)